# 米阿斯
55°3′N 60°6′E / 55.050°N 60.100°E
米阿斯（羅馬化：Miass）是俄羅斯車里雅賓斯克州中部的一個城市、米阿斯河上游。2002年時人口為158,420人。
米阿斯於1773年建立。1926年正式設市。